# 魔幻樂團
魔幻樂團（英語：Magic!），是一个位于加拿大多伦多市的雷鬼融合乐队，成员包括Nasri，Mark "Pelli" Pellizzer，Ben Spivak，Alex Tanas。樂團於2012年成立，签约了 Latium、索尼和RCA唱片。在2014年出了他们的第一张专辑《魔幻不滅》（Don't Kill the Magic），2016年出了第二张专辑《魔幻原色》（Primary Colours）。他们最知名的单曲《沒禮貌》在世界多个国家音乐榜奪得了冠軍。